# 岸洋佑
岸 洋佑（きし ようすけ、1993年7月2日 - ）は、日本の歌手、俳優。神奈川県横浜市出身。身長182cm。血液型B型。

## 略歴
2009年、友だちとカラオケに行き『歌スタ!!』のオーディションを受け、番組に出たことで芸能界を意識し始めた。
2010年、LDH主催のオーディション「VOCAL BATTLE AUDITION 2」に参加しファイナリストとなるも落選。しかし、これをきっかけにLDHに所属。
2012年、作曲家のマシコタツロウプロデュースのもと本格的に音楽活動を開始。
2014年、所属していたLDHを辞め、就職しサラリーマンとなる。
2016年12月1日、要堂への所属およびケイダッシュとの業務提携を発表。
2017年2月から約1年間、特撮テレビドラマ『宇宙戦隊キュウレンジャー』（スティンガー/サソリオレンジ役）にて初めてテレビドラマにレギュラー出演する。
2017年3月、5年掛けて早稲田大学を卒業。
2018年12月5日、ミニアルバム『走りたいわけじゃない』でメジャーデビュー。
2020年、独立を発表。個人事務所「クレセチア」設立。社名は自身の曲名に由来。
2022年4月～、47都道府県フリーライブツアー【47-Life is an Adventure with Crew-】を発表。キャンピングカーにて全国を回る。
2022年8月28日に恵比寿ザ・ガーデンホールで開催した『321夏祭り2022』内、「ボーカル王者決定戦」にて優勝。
2023年5月28日、池袋西口公園野外劇場にて、大盛況のうちに【47-Life is an Adventure with Crew-】終了。
そのライブ中、「バースデーライブのチケット完売」もしくは「新アルバムのオリコン１位」、どちらも達成できなかった場合は無期限活動休止する旨を宣言。
2023年6月6日、ツイッター、FCにてバースデーライブのチケット完売を発表。活動継続を宣言した。
2023年6月27日、サンミュージック・レコードより「POP YOU」で再びメジャーとしてリリース。6月26日付オリコンデイリーランキング１位を獲得。
2023年10月28日、「ARTISTS LEAGUE Grand-Prix 2023」優勝。
2025年6月14日、入江巨之や山岸竜之介らと組んだユニット「THE HERO」として、韓国「World DJ Festival」出場。
2025年7月25日、EP「Menjadi “SUPER STAR”」にてインドネシアデビュー。

## 人物
両親の影響により、サザンオールスターズの熱烈なファン。ラジオのテーマ曲として制作した「Lonely Harbor Blue」はサザンをリスペクトしたものであり、オマージュ要素が強く出ている。
タッキー&翼のファンだった母親の影響で、ジャニーズ好きであることを公言している。憧れのジャニーズタレントは、滝沢秀明、山下智久、山田涼介、他。同い年でありながらジュニア時代から活躍している山田涼介は、小学生のころから憧れだという。
一度芸能界を辞めた理由は、芸能界しか知らないことに不安を感じ、現実味のある仕事をしようと考えたからであった。会社員時代に得たこととして「ちゃんとやればそれだけの成果がついてくる」「わからないことはちゃんと聞く」「やりたいことは整理して伝える」などを挙げている。会社員時代も音楽活動は続けており、大学卒業にさしかかったことともあり本当にやりたいことを考えた結果、再び芸能界を行うことを志した。会社側から「ダメだったらいつでも戻ってくればいい」と言われたことも後押しとなった。
『宇宙戦隊キュウレンジャー』のクランクインは大学の卒業論文の執筆と重なっていたが、岸の出番は第3話からであったため卒論を完成させてから参加することが出来た。これについて岸は「不思議な巡り合わせ」と述べており、もし第1話からの出演であったら卒業できていなかっただろうと述べている。
『キュウレンジャー』で共演した岐洲匠は、岸についてコミュニケーション能力が高く、チームのまとめ役であったと評している。同作メイン監督の柴﨑貴行も、岸は人懐っこくスタッフともよく話していたと述べている。
榊原徹士が吉本坂46のオーディションを受けることにあたり受けるか悩んでいたが、やるべきと後押しした。そして榊原が吉本坂46で個人売り上げ3位で北海道旅行をペアで貰った時、恩人として一緒に北海道へ行きライブをし、2人で『エレチャン』に出演した。
俳優の元木聖也、吉沢亮、Snow Manの岩本照とは高校時代の同級生である。他に仲のいい芸能人は、ミストマンで一緒だった兼近大樹や古屋呂敏を挙げている。

## 作品

### シングル
| 発売日       | タイトル           |
| インディーズ | インディーズ       |
| ------------ | ------------------ |
| 2016年7月2日 | 夏、キミ。/ 笑って |

### アルバム
最高位はオリコン・ウィークリーランキング最高順位。
| リリース日                           | タイトル                         | 週間 チャート |
| インディーズ                         | インディーズ                     | インディーズ  |
| ------------------------------------ | -------------------------------- | ------------- |
| 2015年11月23日                       | YOU                              |               |
| 2018年02月06日                       | For you                          |               |
| メジャー（日本コロムビア）           |                                  |               |
| 2018年12月5日                        | 走りたいわけじゃない             | 34位          |
| 2019年09月25日                       | THE ONEMEN’S                     | 22位          |
| インディーズ                         |                                  |               |
| 2021年08月1日                        | Tremolo （マシコタツロウと共作） |               |
| メジャー(サンミュージック・レコード) |                                  |               |
| 2023年06月27日                       | POP YOU                          | 10位          |
| インディーズ                         |                                  |               |
| 2025年7月19日                        | -取扱説明盤-                     |               |

### 配信シングル
| リリース日     | 曲名                                              |
| -------------- | ------------------------------------------------- |
| 2019年4月1日   | Door                                              |
| 2019年7月31日  | ごめんね                                          |
| 2020年8月29日  | パンダちゃん                                      |
| 2022年9月25日  | バカ (2022年8月27日 Mカードにて初リリース)        |
| 2023年8月30日  | ON THE ROAD AGAIN                                 |
| 2023年12月5日  | 僕らの挑戦状                                      |
| 2024年2月10日  | 或るチョコハンターの顛末／Mr.T                    |
| 2024年3月9日   | わすれもの／エンターディナー                      |
| 2024年4月7日   | Leading role ／ 君のイチバンになりたいから        |
| 2024年5月5日   | だらだらぶ／恋敵                                  |
| 2024年6月9日   | 雨のダイヤモンド／偏りの唄                        |
| 2024年6月25日  | スターマイン (2022年4月2日 Mカードにて初リリース) |
| 2024年7月2日   | しんがーそんぐ／ラフテル                          |
| 2024年8月10日  | Lonely harbor blue／淡いセブンス                  |
| 2024年9月7日   | 爆唱戦隊シンギンジャーのOP／ナルシスト            |
| 2024年10月13日 | 表紙絵-samune-／夏に降る雪                        |
| 2024年11月17日 | JUNK／ベランダ                                    |
| 2024年12月22日 | ORION                                             |
| 2025年1月26日  | by YouR side／カケラ                              |
| 2025年7月19日  | 退屈なんて言わないで                              |

### EPアルバム(インドネシア楽曲)
| リリース日    | 曲名                 |
| ------------- | -------------------- |
| 2025年7月25日 | Menjadi “SUPER STAR” |

### タイアップ
| 曲名           | タイアップ                                                                   | 収録作品                         |
| -------------- | ---------------------------------------------------------------------------- | -------------------------------- |
| メッキのメダル | ytv・日本テレビ系列『秘密のケンミンSHOW』 EDテーマ (2019年1月3日 - )         | アルバム「走りたいわけじゃない」 |
| バカ           | 「下剋上!!～人生最後の一攫千金～」 主題歌 (2022年9月15日 - 12月5日／YouTube) | アルバム「POP YOU」              |
| Your Melody    | BS-TBS『噂の!東京マガジン』 EDテーマ (2023年7月 - 9月)                       | アルバム「POP YOU」              |
| しんがーそんぐ | テレビ朝日『お願い！ランキング』 EDテーマ（2024年8月）                       |                                  |
| 表紙絵-samune- | 映画『追想ジャーニー リエナクト』 主題歌(2024年10月18日)                     |                                  |
| カケラ         | 短編映画『あれから、３年』 主題歌（2025年2月）                               |                                  |

### 参加作品
- ミストマン「STORY / 女神サマー」（2016年8月3日）
- スティンガー / サソリオレンジ「ミニアルバム 宇宙戦隊キュウレンジャー2」（2017年6月28日）
- スティンガー / サソリオレンジ「宇宙戦隊キュウレンジャー ミニアルバム3 Episode of スティンガー」（2017年10月25日）
- ピタゴラス★オールスター/舞台『MARGINAL#4』BIG BANG STAGE 「Pure Lip」(2022年3月8日)
- 舞台『High-Card Live session04 幕末群像 画竜天睛/画竜点睛』(2022年5月4日 ‐ 5月8日)　主題歌「Fly」[28]
- 舞台『青山オペレッタ』ファルチェチームソング第一弾「Future is in my hands」(2022年8月31日)
- 舞台『青山オペレッタ』ファルチェチームソング第二弾「革命Crescent Moon」(2022年9月28日)
- 『仮面ライダーガヴ』路上ミュージシャン可児 キャラクターソング 「愛して」（2024年12月2日）
- 「turquoise〜成功の原石～」by 中村 泰二郎, 岸洋佑＆Riai (2025年5月30日)

### 楽曲提供
- 伊藤美来「君に話したいこと」作詞・作曲（アルバム『PopSkip』2019年7月24日）[29]
- AMATSUKA「恋をしました。」作詞・作曲（2022年4月16日配信）
- AMATSUKA「Give and Take#」作詞・作曲（2022年6月20日配信）
- ミストマン(フジテレビお台場冒険王2023)「PEACE✌」作詞・作曲
- 321ライバー  321公式応援ソング「321」 Akira Sunsetと合作[30]
- 未歩なな 「小悪魔ダーリン」作詞・作曲 （2023年9月3日配信）
- 堀田健斗 「アップルティー」作詞・作曲（2023年10月1日配信）
- 堀田健斗 「パキラ」作詞・作曲[31]（2023年11月4日配信）
- 堀田健斗 「そばにいて」作詞・作曲[32]（2023年12月2日配信）
- 武井咲「朧」作詞・作曲 「虹色の階段」作曲[33]（2024年1月3日）
- 杉本琢弥「また明日」作詞・作曲（共作）[34] アルバム「37.2度」（Complete Edition）収録（2024年5月24日配信）
- 榊原徹士「Do What」作詞・作曲 (2024年8月26日配信)
- 榊原徹士「蜃気楼」作詞・作曲 (2025年2月14日配信)
- 神尾楓珠「背中合わせ」作詞・作曲 (2024年9月23日配信)

## 出演

### テレビドラマ
- スーパー戦隊シリーズ（テレビ朝日） - スティンガー / サソリオレンジ 役
  - 宇宙戦隊キュウレンジャー（2017年2月12日 - 2018年2月4日）
  - 4週連続スペシャル スーパー戦隊最強バトル!!（2019年2月17日 - 3月10日）[35]
- 日曜プライム 庶務行員 多加賀主水（2019年11月17日、テレビ朝日） - 杉谷直樹 役
- 仮面ライダーガヴ 第13話 - 第16話（2024年12月1日 - 12月22日、テレビ朝日） - 路上ミュージシャン可児 役[36]

### テレビ番組
- 痛快TV スカッとジャパン（フジテレビ）
  - 第69回「学生時代の想い出スカッと」あの子はエース（2016年10月17日） - 高城颯太 役
  - 第155回《こんな女は嫌われる》「背が小さいアピール女」（2019年2月4日）
- スッキリ「スッキリTOUCH」（2018年6月13日 - 2019年2月4日、日本テレビ） - リポーター[4]

### 映画
- スーパー戦隊シリーズ（東映） - スティンガー / サソリオレンジ 役
  - 劇場版 動物戦隊ジュウオウジャーVSニンニンジャー 未来からのメッセージ from スーパー戦隊（2017年1月14日） - 声のみ出演
  - 仮面ライダー×スーパー戦隊 超スーパーヒーロー大戦（2017年3月25日）
  - 宇宙戦隊キュウレンジャー THE MOVIE ゲース・インダベーの逆襲（2017年8月5日）

### オリジナルビデオ
- スーパー戦隊シリーズ（東映ビデオ） - スティンガー / サソリオレンジ 役
  - 宇宙戦隊キュウレンジャー Episode of スティンガー（2017年10月25日発売） - 主演
  - 宇宙戦隊キュウレンジャーVSスペース・スクワッド（2018年8月8日発売）[37]
  - ルパンレンジャーVSパトレンジャーVSキュウレンジャー（2019年8月21日発売）

### ウェブドラマ
- スーパー戦隊シリーズ（東映特撮ファンクラブ）
  - from Episode of スティンガー 宇宙戦隊キュウレンジャー ハイスクールウォーズ（2017年9月9日 - 10月15日） - スティンガー / サソリオレンジ 役
  - ヨドンナ（2021年8月8日） - 柿原章介 役[38]
  - ヨドンナ2（2021年9月12日） - 柿原章介 役[39][40][41]

### ウェブ番組
- エレチャン -ELEMENTARY CHANNEL-（2019年4月1日 - 、YouTube） - ナビゲーター[4]
- 「SUKIYAKI LAKILAKI」→「さそりとかじき」→「きしようすけ」(2021年 - 、YouTube)
- 「飯旨サンジ」(2024年12月 - 、YouTube)

### 舞台
- 劇団EXILE公演「あたっくNo.1」[1]（2013年8月23日 - 9月17日、青山劇場）
- 堀江貴文主演「湘南美容クリニック」presents ミュージカル「クリスマスキャロル2019」（2019年12月11日 - 15日、東京キネマ倶楽部 / 2019年12月24日・25日、大阪・味園ユニバース） - スクルージ（青年） 役[42]
- 「MARGINAL#4」BIG BANG STAGE（2022年2月23日 - 27日、ヒューリックホール東京） ‐ 風乃リツ 役[43][44][45]
- 「テイルズオブアライズ オンラインシアター LIBERATORS -希望を託されし解放者たち-」[46]（2022年3月26日 ‐ 3月27日、MIRAIKEN STUDIO） - ミキゥダ 役[47]
- 「青山オペレッタ THE STAGE ～ファルチェ・インヴェルソ／逆さの三日月～」（2022年5月4日 - 8日、渋谷区文化総合センター大和田 さくらホール） ‐ 北岡尚純 役[48][49][50]
- 朗讀劇「極楽牢屋敷」[51]（2023年8月11日 - 8月20日、サンシャイン劇場） - 8月16日公演に出演
- ミュージカル「経験済みなキミと、経験ゼロなオレが、お付き合いする話。」（2024年8月16日 - 25日、新宿村LIVE） - 関家柊吾 役[52]
- 音楽朗読劇「夜明けの空を君に」 (2025年7月17日 - 7月19日、劇場MOMO) - 7月17日・18日公演に出演

### ドラマCD
- 宇宙戦隊キュウレンジャー サウンドスター2 ソングコレクション スーパースペースヒットチャンネル！（2017年） - スティンガー / サソリオレンジ 役
- 青山オペレッタ ファルチェチームソング&ドラマCD Vol.1（2022年8月31日） - 北岡尚純 役
- 青山オペレッタ ファルチェチームソング&ドラマCD Vol.2（2022年9月28日） - 北岡尚純 役

### ラジオ
- Nutty Radio Show THE魂（2019年4月 - 、FM NACK5）[4]
- みらいブンカ village「岸洋佑のスタートアップ」（2019年10月 - 2020年3月、文化放送）[4]
- Harbor Blue Studio（2020年4月 - 、横浜エフエム放送）[4]
- 岸洋祐のイジンデンシン（2023年4月 - 12月、文化放送）
- 岸洋佑のNON STOP"30"（2023年10月1日 - 2025年6月29日、KBCラジオ）[53]
- ミヤリサン製薬 ラジオ劇場 下町ロケット ヤタガラス編（2023年10月 - ） - 吉井浩 役
- シアーミュージック presents「しらスタのボイトレディオ」 (2025年4月1日 - 、TOKYOFM)

### その他
- ミストマン ブラック（2016年7月 - 8月、お台場みんなの夢大陸2016）[4]
- ライブ配信アプリ「pococha」にて不定期配信（2021年2月 - 2023年6月、卒業を報告）
- 「美男美女キッチンカー」（2023年7月 - 8月）経営
- 「和牛焼肉 一心」 (2023年11月29日 - 2025年3月) 経営

## 過去の主なサポートメンバー（岸洋佑バンド）
- マシコタツロウ - キーボード、ピアノ
- 金沢祐介 - ベース
- 村木数典 - ギター
- 服部潤/Jun(Thinking Dogs) - ギター
- 長島忠 - ドラムス
- MIZUKI - ドラムス
- tatsuya - ピアノ
- うすいひろあき - ドラムス、パーカッション
- 山岸竜之介 - ギター
- 岡部磨知 - バイオリン
- 大輝(Thinking Dogs) - ドラムス
- DAICHI (i_Ma) - ベース

村木、Jun、DAICHI、大輝の４人は岸洋佑バンドではなく「Sleeping Cats」の名義で結成されている。バンド名の由来は、2023年 Thinking Dogsとの対バンに出演した際、Thinking Dogsに合わせて名付けたものである。(初期のメンバーは山岸、金沢、大輝の３名。)